# Papulosa amerospora
Papulosa amerospora är en svampart som beskrevs av Kohlm. & Volkm.-Kohlm. 1993. Papulosa amerospora ingår i släktet Papulosa och familjen Papulosaceae.   Inga underarter finns listade i Catalogue of Life.